# Albrecht Dürer am Totenbett seiner Mutter

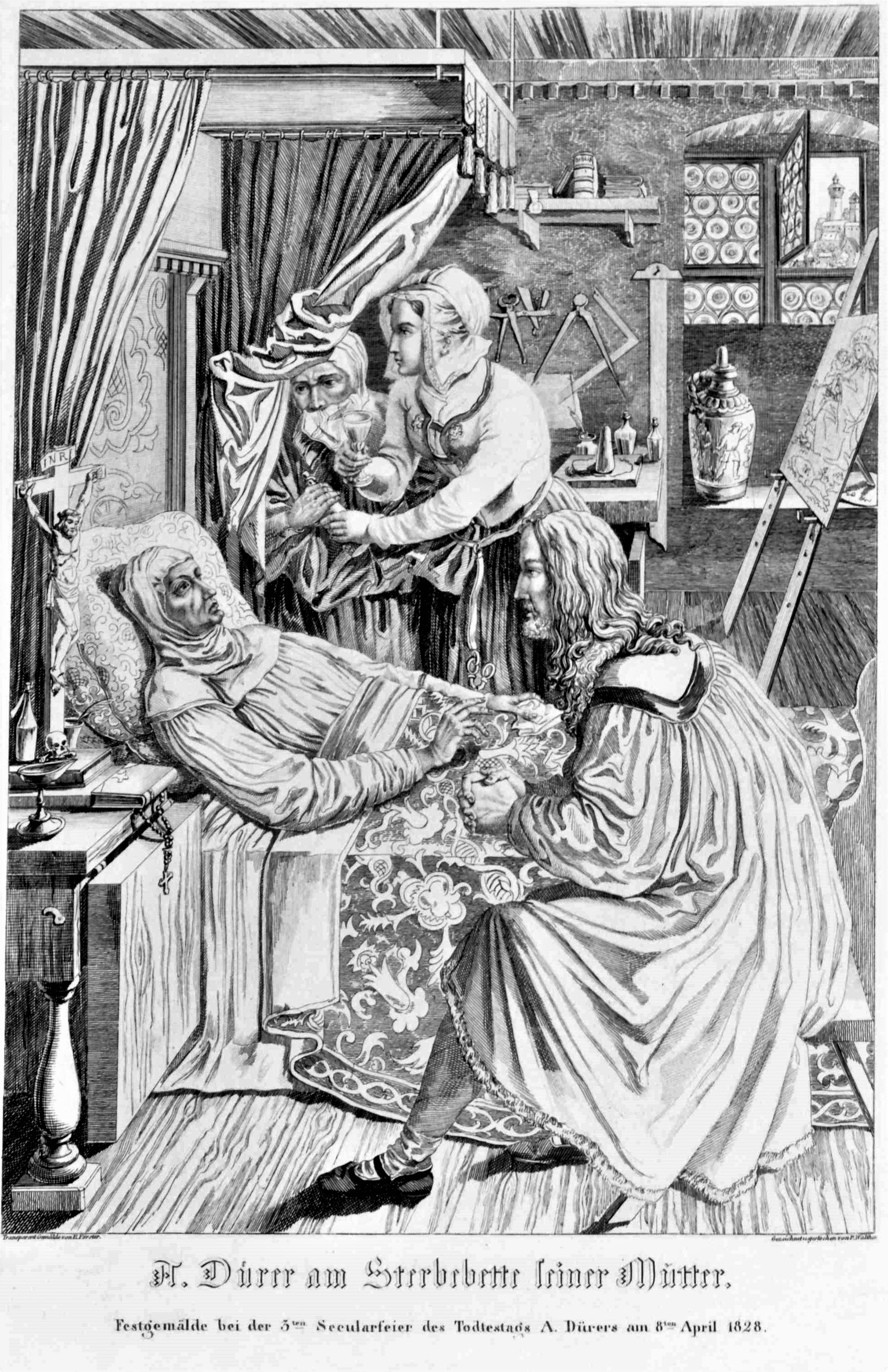
Kupferstich von Johann Phillip Walther 1829. 30 × 21 cm. Kopie nach Ernst Förster.

Das Transparentbild von Ernst Förster mit dem Namen Albrecht Dürer am Totenbett seiner Mutter ist das fünfte Transparent eines Bilderzyklus von sieben, das im Rahmen des Dürerfestes zu Nürnberg im Jahre 1828 ausgestellt worden war. Das Original wurde während des Bombenangriffs auf Nürnberg zerstört, jedoch existieren authentische Kopien aus der Hand zeitgenössischer Künstler.

## Das Transparent
Das Original wurde 1828 von Ernst Förster auf einem Transparent von knapp 2 Metern Höhe geschaffen. Es zeigt Albrecht Dürer, der betend am Fußende des Bettes seiner von Krankheit gezeichneten Mutter Barbara Dürer sitzt. Ebenso anwesend sind Dürers Frau Agnes und eine Magd. Als Grundlage zur Bildfindung benutzte Förster die Episode aus den 'Reliquien Dürers', in denen dieser die Krankheit und den Tod seiner Mutter schildert.
Augenfällig sind die Bildreferenzen hinsichtlich ihres Bezugs auf die traditionelle Marienikonografie. So lässt sich die Komposition mit der einer Dormitio, der 'Entschlafung' Mariens, vergleichen. Dieser Bildtypus ist bereits seit dem Mittelalter nachweisbar.

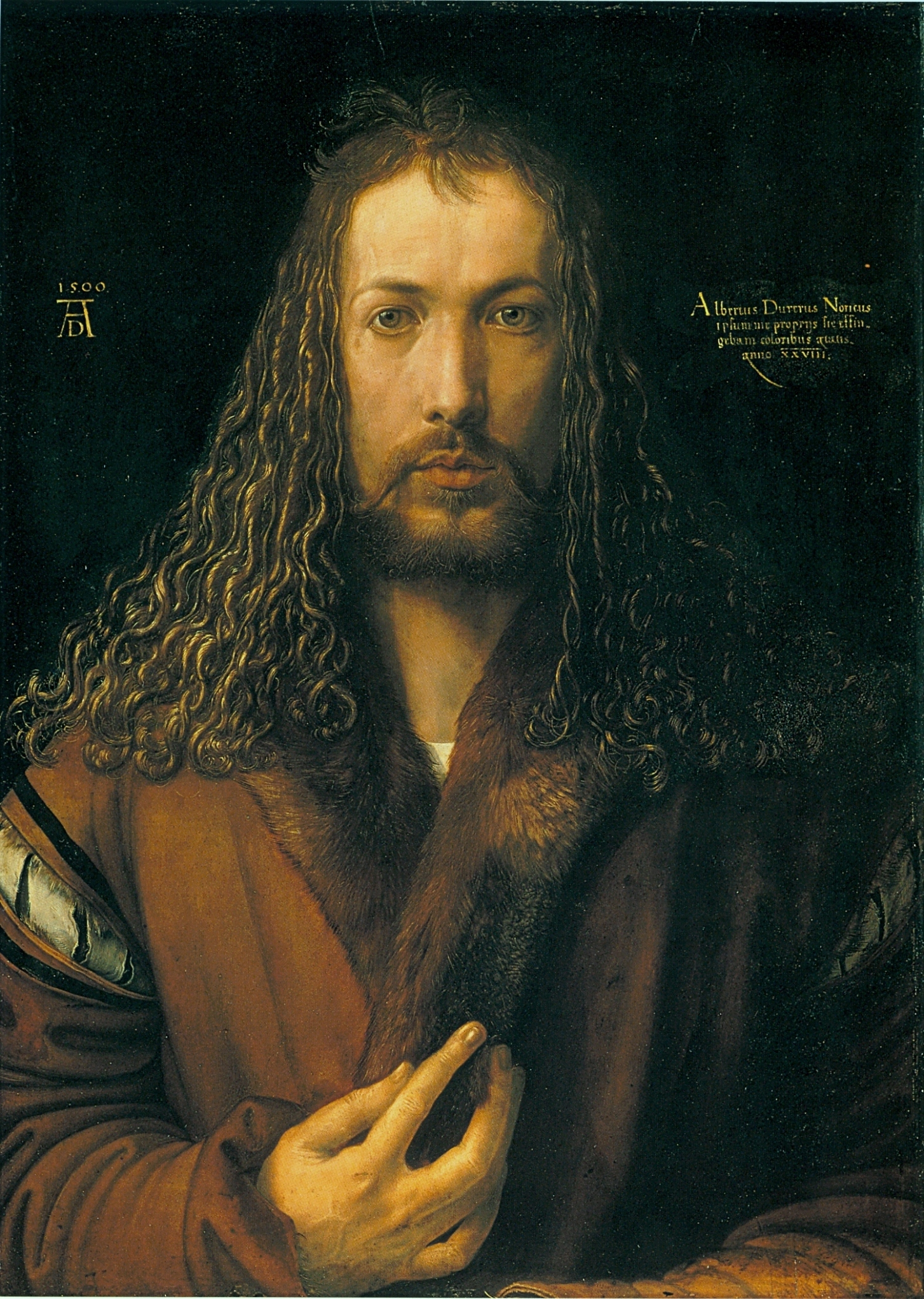
Dürer – Selbstbildnis im Pelzrock – Alte Pinakothek

Förster bezieht sich bei der Darstellung Dürers auf dessen Selbstdarstellung im Selbstporträt von 1500, in dem sich Dürer selbst analog zu Darstellungen Christi inszeniert, die damals alleine Christus selbst und Herrschern vorbehalten war. Als Indikatoren gelten hier wie im gesamten Zyklus insbesondere die Haartracht und die Kleidung.
Konsequenterweise wird also Dürers Mutter Barbara wie die Gottesmutter Maria dargestellt. Zwar befindet sie sich nicht dem Bildtypus entsprechend im Kreis von Heiligen beziehungsweise den Aposteln, jedoch ist aus der Konstellation der Personengruppe der implizierte Kontext ablesbar. Weitere Verweise auf Maria sind zum einen die Madonnendarstellung auf der Staffelei im rechten Bildhintergrund sowie der Rosenkranz (Rosarium) auf dem Nachtkästchen links im Bildvordergrund, dessen Entstehungsgeschichte eng mit der Geschichte der Marienverehrung verbunden ist.
In Anlehnung an die Ideale der als Nazarener bekannten Gruppe, deren Mitglied Peter von Cornelius einer der Initiatoren des Nürnberger Dürerfestes und zudem Lehrer von Ernst Förster war, sind die Verweise auf Motive der christlichen Kunst und eine besondere Emphasis auf Künstler der Renaissance nachvollziehbar.

## Die Kopien

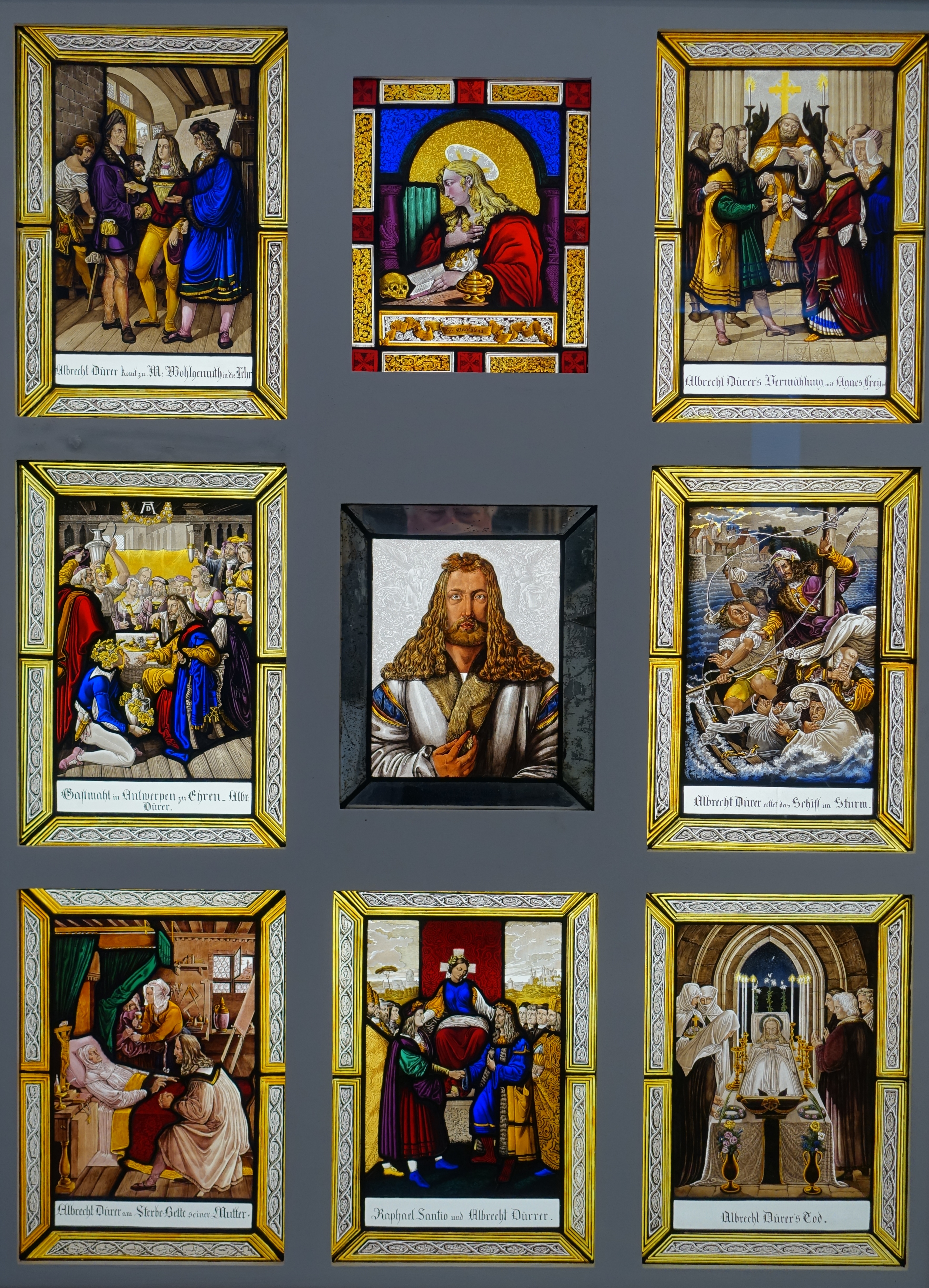
Porträt von Albrecht Dürer und Szenen aus seinem Leben, Franz Joseph Sauterleute, 1829–1830, gefärbtes Glas, Farbe – Germanisches Nationalmuseum – Nürnberg.

Bereits 1829 fertigten Johann Phillipp Walther und Franz Joseph Sauterleute Kopien des Zyklus an.
Die Kupferstiche von Walther befinden sich in der Graphischen Sammlung Nürnberg, die Fassung in Glas von Sauterleute befindet sich als Leihgabe der Stadt Nürnberg im Germanischen Nationalmuseum Nürnberg.

## Hintergrund
Das Dürerfest 1828 in Nürnberg war eine von vielen Gedenkfeiern im Deutschen Raum anlässlich des 300. Todestages von Albrecht Dürer.
Die Veranstaltung in Nürnberg zeichnete sich durch eine rege Teilnahme von Künstlern aus ganz Deutschland aus, die im Zeitraum vom 6. bis 10. April 1828 an diversen Festakten in der Nürnberger Altstadt teilnahmen.
Dazu gehörte:
- ein Besuch an Dürers Grab auf dem Johannisfriedhof
- Festumzug an den Wohnhäusern Dürers vorbei
- Präsentation der Transparentgemälde im alten Rathaus
- Grundsteinlegung der Gedenkstatue am Albrecht-Dürer-Platz
- Besuch eines Theaterstücks mit dem Titel 'Albrecht Dürer'